# 606701 Golda
606701 Golda este o planetă minoră (asteroid) din centura de asteroizi. A fost descoperită pe 31 august 2013 la  de . 
Obiectul prezintă o orbită caracterizată de o semiaxă mare de 2,9455349422608 UAi, o excentricitate de 0,20475222236325, o înclinație de 4,7143155234495 ° în raport cu ecliptica.